# Hsu Shao-chang
Hsu Shao-chang (chinesisch 许绍昌, Pinyin Xǔ Shàochāng; * 9. April 1913 in der Provinz Zhejiang; † 1999 in Kalifornien) war ein taiwanischer Diplomat.

## Persönliches
Er heiratete  Tsai Wan-chun und sie hatten eine Tochter.

## Bildung
Er studierte Politikwissenschaft am Central Institute of Political Sciences der Universität Nanking und an der University of Southern California.

## Karriere
In den auswärtigen Dienst der Republik China trat er 1935 ein und wurde bis 1937 in der Abteilung Europa und Amerika des Außenministeriums in Nanking beschäftigt. Vizekonsul in Los Angeles war er von 1937 bis 1945. Die Personalabteilung im Außenministerium in Peking leitete er von 1945 bis 1947. Von 1947 bis 1948 hatte er Exequatur als Generalkonsul in Rangoon in Britisch-Burma. In Rangoon in Britisch-Burma war er 1948 Gesandtschaftssekretär. In Französisch-Indochina hatte er von 1948 bis 1949 Exequatur. Von 1951 bis 1954 war er Konsul und Geschäftsträger in Teheran, der Hauptstadt Irans. Bei zehn Sitzungsperiode des Economic and Social Council der Vereinten Nationen leitete er 1954 die taiwanische Delegation. Die Abteilung Amerika leitete er von 1954 bis 1958. Als Staatssekretär wurde er von 1960 bis 1962 eingesetzt.  1966 war er Delegierter bei der 21. Generalversammlung der Vereinten Nationen in New York City. Von Juni 1963 bis 1968 war er Botschafter in Rio de Janeiro. In Rom und gleichzeitig in La Valletta war er von 1968 bis November 1970 akkreditiert. Von 1971 bis 1973 war er Botschafter zuerst in Buenos Aires und dann in Saigon.